# L-02A
L-02A（エル ゼロ　に　エー）は、LGエレクトロニクスジャパンによって開発された、NTTドコモによるHSDPA対応のUSB接続型FOMA製品である。

## 概要
NTTドコモの新しい型番ルールに基づいた最初のデータ通信端末。A2502 HIGH-SPEEDに次いで発売されたUSB接続型。
Windows系及びMac OS系のパソコンで通信を行うことが出来る。
パソコンに接続するだけでドライバが自動的にインストールされるゼロインストール機能に対応 。
日本国内では、FOMAハイスピードのエリア内では、受信は最大7.2 Mbps、送信は最大384kbpsに対応。エリア外では送受信とも最大384kbpsに対応している。また日本国外では、W-CDMAとGSMネットワークでのローミング (WORLD WING) が可能な端末である。
バリューコース、ベーシックコース購入可能で、定額データプラン 、定額データ割対応機種である。

## 仕様（テンプレート外）
- 通信速度（日本国内、3Gローミングの場合）
  - パケット通信（FOMAハイスピードエリア） : 送信最大 384 kbps／受信最大7.2 Mbps
  - パケット通信（FOMAエリア） : 送受信最大 384 kbps
- 対応OS（各日本語版）
  - Windows 2000 Professional Service Pack4以降
  - Windows XP Home Edition Service Pack2以降
  - Windows XP Professional Service Pack2以降
  - Windows Vista SP1以降（32ビット版／64ビット版）
  - Windows 7（32ビット版／64ビット版）
  - Mac OS X（10.5.5／10.4.11）
- 対応エリア（日本国内）
  - FOMAハイスピードエリア
  - FOMAサービスエリア
  - FOMAプラスエリア

## 歴史
- 2008年8月25日 - テュフ・ラインランド (テュフ)通過
- 2008年10月24日 - 連邦通信委員会 (FCC) 通過
- 2008年11月25日 - 開発を発表
- 2008年12月18日 - 発売開始